# Sport Clube União Torreense
O Torreense MHM é um clube português, fundado em Torres Vedras, em 1917, com o nome inicial de Sport União Torreense. Conta com 6 participações na primeira liga portuguesa, com a última a realizar-se na época 1991-1992.

## História
Ao Torreense deve-se a iniciação do atletismo, do automobilismo, do basquetebol e até de campeonatos de pesca, na cidade de Torres Vedras. Atualmente, o Torreense permanece com a prática do Atletismo e, além de futebol sénior e veterano, tem ainda as camadas jovens: escolas, infantis, iniciados, juvenis e juniores. O futebol feminino, o futsal e o rugby são outras modalidades que o clube tem.
Os primeiros jogos foram contra outras equipas da vila, sempre às segundas-feiras, porque o domingo era dia para o comércio.
Em 1937 passou a fazer parte da Associação de Futebol de Leiria, sendo imediatamente um clube de destaque, sendo campeão distrital 10 vezes. Posteriormente, acabaria por se filiar na Associação de Futebol de Lisboa, conseguindo também feitos relevantes.
A nível Nacional, o destaque vai para a presença na Final da Taça de Portugal na temporada 55/56 diante do FC Porto, e para a estreia nessa mesma época na 1ªDivisão Nacional onde se manteve durante quatro anos.
Voltou ao convívio “dos grandes”, em 1964/65, para quase três décadas depois regressar. Decorria a temporada de 1991/92, última presença do SCUT até aos dias de hoje na 1ªDivisão Nacional.
Atualmente o Torreense tem como principal modalidade o Futebol, existindo para além do plantel Sénior Masculino e Feminino, também o Veterano e ainda as camadas jovens: Escolas, Infantis, Iniciados, Juvenis e Juniores.
No Atletismo, a iniciação da modalidade em Torres Vedras foi através das cores do SCUT que em 1937 alcançou o 1ºlugar no Torneio de Lisboa.
Em setembro de 1955 é de novo formada a equipa de Atletismo, projeto que continua a vingar atualmente.
Mais recentemente o Rugby e esta temporada 2018/19 o Futsal, compõem as atividades praticadas no clube.
Já extintas, mas também com história nos 104 anos de vida, são por exemplo a introdução de provas de automobilismo no concelho de Torres Vedras, tendo o SCUT promovido o 1º Rally em 1948.
Também nos primórdios, o Ciclismo fez parte das modalidades do clube. Mas foi na década de 80 que as bicicletas voltaram ao Torreense quando o patrocinador era a Sicasal. Durante vários anos a equipa foi referência num projeto de enorme grandeza.
O Basquetebol chegou a ser outra das modalidades, quando em 1933 o Torreense criou com outros clubes a Associação de Basquetebol de Torres Vedras.
Destaca-se a presença numa final da Taça de Portugal disputada a 27 de maio de 1956, na qual o Torreense viria a perder por 2-0 frente ao FC Porto.
Em 2016, o Torreense alcançou os oitavos-de-final da Taça de Portugal, perdendo com o Chaves por 3-2, com o golo da vitória nos últimos segundos.
A 1 de maio de 2017, por ocasião do centenário do clube, foi feito Membro-Honorário da Ordem do Mérito.
A 14 de Maio de 2022, o Torreense, já promovido à Segunda Liga passados 24 anos, sagra-se campeão da Liga 3 vencendo a Oliveirense nas grandes penalidades por 5-3, depois do empate 1-1 no final dos 120 minutos, no Estádio Nacional do Jamor. O autor do golo do empate do Torreense foi o avançado Mateus Galiano da Costa.

## O estádio
O atual campo de jogos do Torreense, o Estádio Manuel Marques, foi inaugurado em 1925, depois de 8 anos de difíceis negociações por parte dos dirigentes do clube. Situa-se em Torres Vedras e é composto por dois campos relvados (o principal de Futebol 11 e o Relvado n.º 2 de Futebol 7), tem capacidade para 2 431 espectadores, distribuídas por três bancadas sendo uma delas descoberta (topo sul) exclusivamente para os sócios, uma bancada coberta (lateral oeste) na qual está integrada a tribuna presidencial e a cabine de imprensa. e a bancada norte descoberta para os visitantes.

## Futebol

### Palmarés
| Escalão                                             | Nº Presenças | Títulos | Melhor Classificação |                          |
| I                                                   | 6            | 0       | 7º                   |                          |
| II                                                  | 7            | 1       | 1º                   | Campeão Nacional 1954/55 |
| III                                                 | 53           | 1       | 1º                   | Campeão Nacional 2021/22 |
| IV                                                  | 5            | -       | -                    |                          |
| V                                                   | -            | -       | -                    |                          |
| VI                                                  | -            | -       | -                    |                          |
| VII                                                 | -            | -       | -                    |                          |
| Taça de Portugal                                    | 64           | 0       | Finalista            | Finalista em 1955/56     |
| Taça da Liga                                        | 1            | 0       | -                    |                          |
| inclui época 20__/20__; - informação não disponível |              |         |                      |                          |

- Campeão Campeonato Regional de Leiria: (7) 1938–39, 1939–40, 1940–41, 1941–42, 1943–44, 1944–45 e 1945–46

### Época a Época
- (contém dados apenas das seis presenças no primeiro escalão)

| Época   | Nível | Divisão | Série | Lugar | Situação    | J  | V  | E  | D  | GM | GS | P  |
| ------- | ----- | ------- | ----- | ----- | ----------- | -- | -- | -- | -- | -- | -- | -- |
| 1955/56 | 1     |         |       | 7º    | Permanência | 26 | 7  | 8  | 11 | 32 | 42 | 22 |
| 1956/57 | 1     |         |       | 7º    | Permanência | 26 | 10 | 4  | 12 | 44 | 50 | 24 |
| 1957/58 | 1     |         |       | 8º    | Permanência | 26 | 11 | 2  | 13 | 30 | 46 | 24 |
| 1958/59 | 1     |         |       | 14º   | Despromoção | 26 | 5  | 5  | 16 | 23 | 71 | 15 |
| 1964/65 | 1     |         |       | 14º   | Despromoção | 26 | 3  | 1  | 22 | 18 | 64 | 7  |
| 1991/92 | 1     |         |       | 16º   | Despromoção | 34 | 8  | 11 | 15 | 36 | 43 | 27 |